# EXILE TRIBE
EXILE TRIBE，又譯為放浪一族，是日本流行音樂團體放浪兄弟（EXILE）及其成員的派生組合與個人表演項目、加上EXILE的系列男女組合，所共同組成的大型音樂表演企劃，起始於2011年。

## 簡歷

### 2011年
- 6月28日-8月7日，舉行競技場巡迴「第二代J Soul Brothers VS 第三代J Soul Brothers Live Tour 2011～EXILE TRIBE～」。2處場所共15場公演動員約15萬人。

### 2012年
- 4月14日-7月1日，舉行巨蛋巡迴「EXILE TRIBE LIVE TOUR 2012～TOWER OF WISH～」。6處場所共17場公演動員約73萬人。最後一天，發表了組成新組合「THE SECOND」。
- 9月5日，作為EXILE和第三代J Soul Brothers的協作，用EXILE TRIBE名義發售首張的單曲「24karats TRIBE OF GOLD」。
- 11月21日，結成新組合「GENERATIONS」。

### 2013年
- 4月16日，EXILE的巨蛋巡迴舉行第一天發表了召開「EXILE TRIBE PERFECT YEAR 2014」。
- 27月10日，作為第三代J Soul Brothers和GENERATIONS的協作，發售以EXILE TRIBE名義的第2彈單曲「BURNING UP」。

### 2014年
- 1月1日，「EXILE TRIBE PERFECT YEAR 2014」開幕。
- 4月11日撥出的日本電視台『スッキリ!!（日语：スッキリ!!）』，HIRO發表了結成EXILE TRIBE的新團體「THE RAMPAGE from EXILE TRIBE」。
- 8月20日、發行由EXILE、三代目J Soul Brothers、GENERATIONS合作的EXILE TRIBE的第三張單曲「THE REVOLUTION」。及於8月27日發行和巡迴演唱會連動的專輯『EXILE TRIBE REVOLUTION』。

### 2015年
- 4月19日起播映的の日本電視台系連續電視劇「WILD HEROES」由EXILE TRIBE中的TAKAHIRO、佐藤大樹、黒木啓司、岩田剛典、青柳翔、野替愁平、八木将康等演出。
- 8月11日、發表綜合娛樂·項目「HiGH&LOW」的企劃。
- 10月22日（21日深夜）、開始播映「High&LOW」項目的第1彈以有EXILE TRIBE成員參與演出的電視劇「HiGH&LOW〜THE STORY OF S.W.O.R.D.〜」。參與演出的EXILE TRIBE成員包括有EXILE、三代目J Soul Brothers、GENERATIONS、E-girls、劇團EXILE的團成員。

另外、有與電視劇連動配信網站「Hulu」所配信的特別版電視劇及開始社交網路服務的instagram帳號、及別冊少年Champion的10月號起連載「High&LOW」的漫畫。
- 在2015年12月24日電視劇「HiGH&LOW〜THE STORY OF S.W.O.R.D」的最終回發表了2016年春天開始播映 SEASON 2。

### 2016年
- 2016年6月13日、公佈與合作、名為「CINEMA FIGHTERS」計劃、是於2017年6月預定舉行的「Short Shorts Film Festival & Asia」内展出共6部微電影作品。[2][3]

## 摘要
- 「EXILE TRIBE」是指EXILE一族的意思。
- 簡單而言就是指LDH當中所屬歌手以各種形式合作。
- 基本上E-girls是不包括於EXILE TRIBE、但她們有參加EXILE TRIBE LIVE TOUR、有時稱呼包括在內。

## 成員
- EXILE
- EXILE THE SECOND
- 劇團EXILE
- 三代目 J Soul Brothers from EXILE TRIBE
- GENERATIONS from EXILE TRIBE
- THE RAMPAGE from EXILE TRIBE
- FANTASTICS from EXILE TRIBE
- BALLISTIK BOYZ from EXILE TRIBE
- PSYCHIC FEVER from EXILE TRIBE
- LIL LEAGUE from EXILE TRIBE
- KID PHENOMENON from EXILE TRIBE
- THE JET BOY BANGERZ from EXILE TRIBE
- WOLF HOWL HARMONY from EXILE TRIBE
- SAMURIZE from EXILE TRIBE（日语：SAMURIZE from EXILE TRIBE）[4]

過去
- 二代目 J Soul Brothers（2011年 - 2014年）

## 派生企劃
- E.G.family
- Girls²

## 作品

### 單曲
|     | 發行日期      | 標題                   | 排名 |
| --- | ------------- | ---------------------- | ---- |
| 1st | 2012年9月5日  | 24karats TRIBE OF GOLD | 2位  |
| 2nd | 2013年7月10日 | BURNING UP             | 1位  |
| 3nd | 2014年8月20日 | THE REVOLUTION         | 1位  |

### 專輯
|     | 發行日期      | 標題                           | 排名 |
| --- | ------------- | ------------------------------ | ---- |
| 1st | 2014年8月27日 | EXILE TRIBE REVOLUTION         | 1位  |
| 2nd | 2016年6月15日 | HiGH & LOW ORIGINAL BEST ALBUM | 1位  |

### 其他專輯
|     | 發行日期      | 標題                     | 排名 |
| --- | ------------- | ------------------------ | ---- |
| 1st | 2013年3月20日 | DJ KAORI EXILE TRIBE MIX | 7位  |
| 1st | 2014年6月18日 | EXILE TRIBE PERFECT MIX  | 7位  |

### 影像作品
| 發行日期       | 標題                                                                               | 排名 |
| -------------- | ---------------------------------------------------------------------------------- | ---- |
| 2012年10月17日 | EXILE TRIBE LIVE TOUR 2012 ～TOWER OF WISH～                                       | 1位  |
| 2012年11月7日  | EXILE TRIBE 二代目J Soul Brothers VS 三代目J Soul Brothers Live Tour 2011 ～繼承～ | 6位  |
| 2015年3月4日   | EXILE TRIBE PERFECT YEAR LIVE TOUR TOWER OF WISH 2014 〜THE REVOLUTION〜           | 1位  |

## 出演

### 電視節目
- ガチザイル〜EXILE TRIBEの挑戦〜（2012年7月6日、富士電視台）
- EXILE CASINO（2014年4月18日- 、富士電視台）[5]
- EXILE TRIBE男旅 （UHB）-　EXILE SHOKICHI、青柳翔、野替愁平、八木將康
  - SEASON I（2014年5月17日- 12月27日）[6]
  - SEASON II（2015年4月4日 -　2016年3月19日）[7]
  - SEASON III（2016年4月2日 -　）
- SHIMANE PRIDE with EXILE TRIBE　極島根（2016年3月27日、山陰中央電視台） - 青柳翔、小林直己、AKIRA[8]
- 放浪一族演唱會精選（2021年7月3日- 、MOMOTV）

### 電視劇
- ワイルド・ヒーローズ（2015年4月19日 - 、日本電視台）
- HiGH＆LOW-THE STORY OF S.W.O.R.D.-（2015年10月開始播映、（日本電視台）
- ナイトヒーロー NAOTO（2016年4月15日 - 、テレビ東京）[9]

### 電影
- ROAD TO HiGH&LOW（2016年5月7日）
- HiGH&LOW THE MOVIE（2016年7月16日）

### 配信電視劇
- HiGH&LOW〜THE STORY OF S.W.O.R.D.〜（2015年10月21日深夜 - 、Hulu）

### 音樂綠影帶
- EXILE 「Bloom」（2012年）
- EXILE 「放浪榮耀 ～因為如此深愛這世界～」（2013年）
- DOBERMAN INFINITY「Do or Die」（2016年）-　岩田剛典、鈴木伸之、町田啓太、山下健二郎、佐藤寛太、佐藤大樹
- EXILE「Turn Back Time feat. FANTASTICS」（2018年）

### CM
- 洋服の青山（2014年 - 2020年）
  - 「パーツストレッチ『Soul Man』篇 - 関口Mandy、SHOKICHI
  - 「As Time Goes By」篇 - TAKAHIRO
  - 「聖者の行進」篇 -登坂広臣
  - 「熱遮蔽機能が進化した」篇 - 今市隆二、青柳翔、鈴木伸之、佐藤寛太
  - 「パフォーマンス」篇 - 橘KENCHI、黒木啓司、TETSUYA[10]。
  - 「大人なコート」篇 - 松本利夫、ÜSA、MAKIDAI
  - 「フレッシャーズ・スーツ」篇 - 岩田剛典
- 三得利『ザ・モルツ』（2015年 - 2016年）[11]。
  - 「カウンターの男たち1~3」篇 - HIRO、松本利夫、ATSUSHI、TAKAHIRO、SHOKICHI、登坂広臣、今市隆二
  - 「ザ・宴会会」篇- HIRO、松本利夫、ÜSA、MAKIDAI、ATSUSHI、AKIRA、TAKAHIRO、TETSUYA、SHOKICHI、NAOTO、 岩田剛典、白濱亜嵐、今市隆二、登坂広臣
  - 「ルーフトップ」篇 - HIRO、ATSUSHI、AKIRA、TAKAHIRO、TETSUYA、SHOKICHI、橘ケンチ、黒木啓司、NESMITH、関口メンディー、白濱亜嵐、世界、佐藤大樹、NAOTO、小林直己、今市隆二、登坂広臣、岩田剛典
- 軟銀「スポナビライブ」（2016年）
- 日清「合味道」（2018年）[12]
- 宮崎電視台「MUSIC & UMK 音楽の力で、希望と元気を(EXILE TRIBE編)」（2020年）[13]

## 書籍
- THE ROAD TO EXILE TRIBE TOWER OF WISH（2015年8月28日、LDH） ISBN 978-4908200045

### 寫真集
- THE VISUAL DICTIONARY[14]（2015年11月12日、幻冬舎） ISBN 978-4344028364

### 連載雜誌
- 月刊ザ・テレビジョン  （2014年12月號 - 2018年5月號、株式会社KADOKAWA） [15]。
- with (2015年3月號  - 2017年11月號 講談社）不定期連載[16]。

## 榮譽
| 年份 | 獎項                  | 部門                   | 作品                   |
| ---- | --------------------- | ---------------------- | ---------------------- |
| 2013 | MTV日本音樂錄影帶大獎 | Best Video of the Year | 24karats TRIBE OF GOLD |

## 備註
1. ↑  . SENSORS (ナタリー). 2015-08-11  [2015-08-11]. （原始内容存档于2015-08-11）.
2. ↑  .   [2016-10-30]. （原始内容存档于2016-09-14）.
3. ↑  . 映画ナタリー. 2016-06-13  [2016-10-31]. （原始内容存档于2016-10-31）.
4. ↑  . SENSORS (Nippon Television Network Corporation). 2014-10-17  [2014-12-23]. （原始内容存档于2015-03-27）.
5. ↑  . モデルプレス (モデルプレス). 2014-03-07  [2014-03-07]. （原始内容存档于2014-03-07）.
6. ↑  . LDH. 2014-04-26  [2014-05-10]. （原始内容存档于2014-05-03）.
7. ↑  . EXFAMILY. 2015-03-20  [2014-03-21]. （原始内容存档于2015-03-23）.
8. ↑  . EXILE mobile. 2016-03-03  [2016-03-03]. （原始内容存档于2016-03-05）.
9. ↑  . モデルプレス. 2016-03-19  [2016-03-19]. （原始内容存档于2019-06-18）.
10. ↑  . EX FAMILY. 2015-10-01  [2015-10-04]. （原始内容存档于2015-10-05）.
11. ↑  . SUNTORY『ザ・モルツ』. 2015-09-03  [2015-09-03]. （原始内容存档于2015-09-11）.
12. ↑  . リアルサウンド (blueprint). 2018-03-30  [2021-01-18]. （原始内容存档于2022-06-01）.
13. ↑  . EXILE TRIBE mobile (LDH). 2020-10-22  [2020-10-27]. （原始内容存档于2022-06-01）.
14. ↑  . 日刊スポーツ. 2015-09-30  [2015-09-30]. （原始内容存档于2015-10-01）.
15. ↑  . ザテレビジョン.   [2016-03-20]. （原始内容存档于2016-03-23）.
16. ↑  . モデルプレス. 2015-01-28  [2015-09-30]. （原始内容存档于2015-10-04）.

## 外部連結
- （日語）EXILE TRIBE OFFICIAL WEBSITE（页面存档备份，存于）